# آملی کورت
'آملی کورت (به انگلیسی: Amélie Kuhrt) (۲۳ سپتامبر ۱۹۴۴ - ۲ ژانویۀ ۲۰۲۳) تاریخ‌نگار و متخصص تاریخ خاور نزدیک اهل بریتانیا است. وی در دانشگاه کینگز لندن، کالج دانشگاهی لندن و مدرسه مطالعات مشرق‌زمین و آفریقا تدریس می‌کند. او در دوم ژانویۀ ۲۰۲۳ درگذشت.

## آثار
- The Persian Empire: A Corpus of Sources of the Achaemenid Period. London: Routledge, 2007. ISBN 0-415-43628-1
- The Ancient Near East: c.3000-330 BC. London: Routledge, 1995. ISBN 0-415-01353-4 (v.1), ISBN 0-415-12872-2 (v.2)
- Images of women in Antiquity. With Averil Cameron. London: Routledge, 1993. ISBN 0-415-09095-4

## جوایز
- برنده جایزه کتاب سال جمهوری اسلامی ایران در ۲۰۱۰ برای کتاب دو جلدی او «امپراتوری پارسی: مجموعه‌هایی از نوشته‌های دوران امپراتوری هخامنشی» (2007).[۳]
- برنده جایزه سالانه انجمن تاریخی آمریکایی جیمز هنری بریستد در سال ۱۹۹۷ به عنوان بهترین کتاب انگلیسی در زمینه تاریخ باستان برای کتاب «تاریخ خاورنزدیک: از ۳۰۰۰ تا ۳۳۰ پ. م»(1995).[۳]

## نگارخانه

آملی کورت
آملی کورت